# سیارک ۱۷۳۴

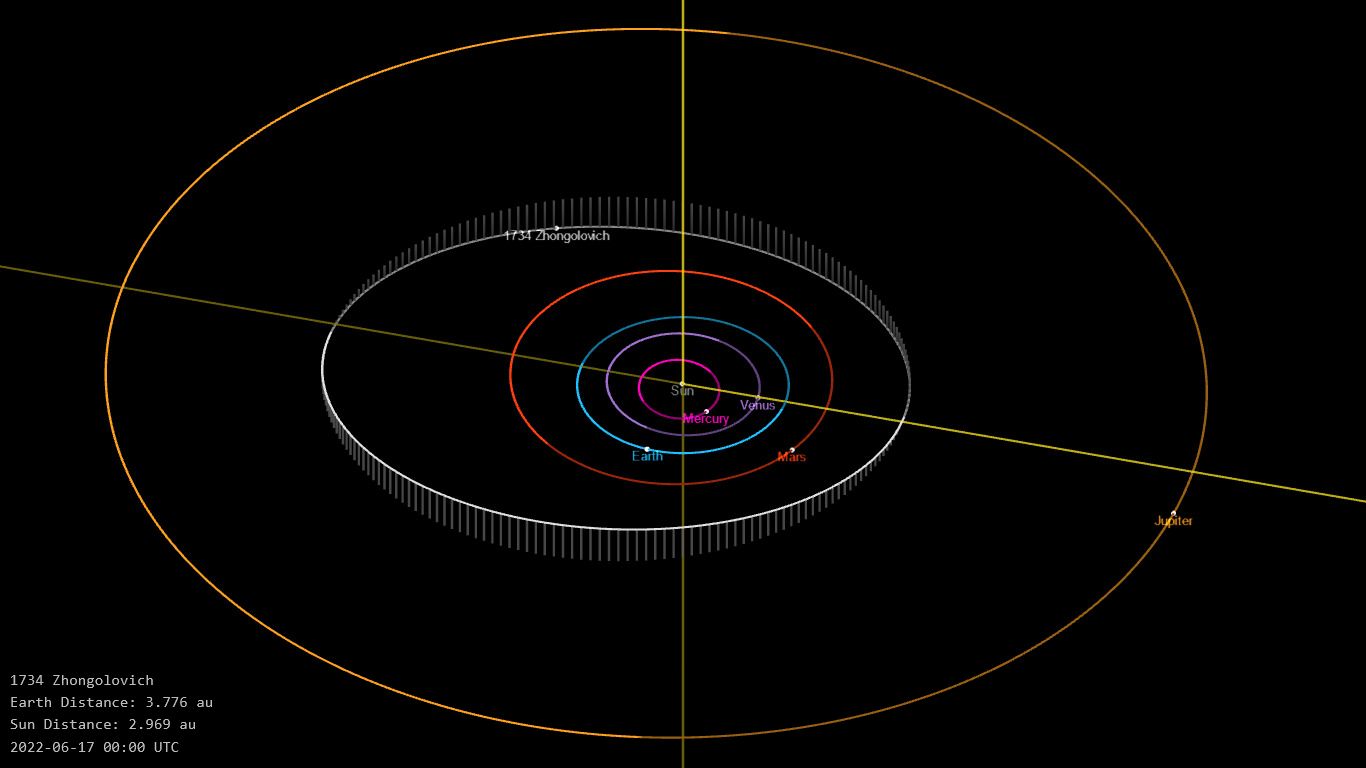
مدار سیارک ۱۷۳۴ در منظومه شمسی.

سیارک ۱۷۳۴ (به انگلیسی: 1734 Zhongolovich، نامگذاری:1928TJ) هزار و هفتصد و سی و چهارمین سیارک کشف شده‌است که در ۱۱ اکتبر ۱۹۲۸ و در رصدخانه سایمیز کشف شد.
قدر مطلق سیارک برابر ۱۱٫۷۰ است.